# Szkoła przysposobienia rolniczego
Szkoła przysposobienia rolniczego – jednostka oświatowa typu niższego zorganizowana z myślą zdobycia wykształcenia rolniczego przez młodzież wiejską pracującą w gospodarstwach rodzinnych.

## Historia i działalność

### Powstanie szkół przysposobienia rolniczego
Uchwałą Rady Ministrów z 1957 zorganizowano szkoły przysposobienia rolniczego. Przy tworzeniu szkół wzorowano się na ustawie z 1920 r. o ludowych szkołach rolniczych. Powstanie sieci szkół miało znaczenie wobec wymogu posiadania kwalifikacji rolniczych przez spadkobiercę i nabywcę nieruchomości rolnej. W systemie kształcenia szkoły przysposobienia rolniczego stanowiły odrębną jednostkę organizacyjną. Sieć szkół ustalało ministerstwo oświaty w porozumieniem z ministrem rolnictwa oraz z zainteresowanymi prezydiami wojewódzkich rad narodowych.
Zadaniem szkół przysposobienia rolniczego było upowszechnienie nauczania rolnictwa, a w szczególności dostarczenie młodzieży męskiej i żeńskiej podstawowych wiadomości ogólnych, przyrodniczych i rolniczych niezbędnych do pracy w gospodarstwa rolnych. Powstanie szkół należy łączyć z nową polityką rolną z 1956 r., która odeszła od intensywnych metod kolektywizacji rolnictwa i przywróciła należną pozycję gospodarstwom indywidualnym w rolnictwie. Tworzone szkoły stanowiły masową formę podstawowego kształcenia i dokształcania rolniczego młodzieży wiejskiej pracująca w rolnictwie. Jako szkoły środowiskowe, tworzone były na bazie szkół podstawowych, ogólnokształcących, zawodowych i rolniczych.

### Organizacja roku szkolnego w szkołach przysposobienia rolniczego
W szkołach przysposobienia rolniczego zajęcia miały charakter dwustopniowy. W okresie jesienno-zimowym trwającym pod listopada do marca lekcje w szkołach odbywały się według określonego programu nauczania. Natomiast w okresie od kwietnia do października uczniowie odbywali praktyki w gospodarstwach rodzinnych, które zmierzały do rozszerzenia i pogłębienia nauki szkolnej w drodze przydzielenia im odpowiednich zadań praktycznych, połączonych z instruktażem przez nauczyciela zawodu. Do szkół przysposobienia rolniczego przyjmowano młodzież, która nie podlegała obowiązkowi uczęszczania do szkoły podstawowej (ukończone 7 klas szkoły podstawowej). Dodatkowym warunkiem była praca uczniów w gospodarstwie rodzinnym.

### Program nauczania w szkołach przysposobienia rolniczego
Nauka w szkołach trwała dwa lata, podczas których odbywano zajęcia z przedmiotów ogólnorolniczych i ogólnokształcących. Wśród przedmiotów ogólnorolniczych realizowano następujące: uprawa roślin, chów zwierząt i organizacja gospodarstw. Wśród przedmiotów ogólnokształcących: język polski, matematyka, fizyka i chemia. Plan nauczania obejmował ogółem 400 godzin nauki teoretycznej, z tego 240 godzin na przedmioty zawodowe i 160 godzin na przedmioty ogólnokształcące. W kolejnych latach (1964) rozszerzono treści programowe o nowe przedmioty (mechanizacja rolnictwa, ogrodnictwo) oraz podniesiono liczbę zajęć dydaktycznych do 1011 godzin, wśród których znalazły się przedmioty pomocnicze (WF, zajęcia świetlicowe).

### Nauczanie praktyczne uczniów szkół przysposobienia rolniczego
Podstawowe praktyki rolnicze miały miejsce w gospodarstwach rodziców, które przebiegały pod nadzorem nauczyciela zawodu. Tego typu kształcenie pozwalało łączyć teorię zdobytą w okresie jesienno-zimowym z praktykami stosowanymi w gospodarstwie rodzinnym w okresie wiosenno-letnim. Celem kształcenia była zdobycie zawodu rolnika, które odbywało się bez odrywania uczniów od pracy w gospodarstwie rolnym.
Dodatkowo zobowiązano uczniów do:
- pomocy w realizacji programu agrominimum przewidzianych dla poszczególnych sołectw i gromad[6],
- udziału we wprowadzaniu postępu rolniczego poprzez organizowanie pokazów, demonstracji, konkursów i wystaw rolniczych,
- współpracy z instytucjami rolniczymi i administracją terenową w celu realizacji niektórych zajęć praktycznych (mechanizacja rolnictwa),
- uczestniczenia w szkoleniach rolniczych przewidzianych dla samodzielnych rolników,
- współpracy z gromadzką służbą rolną w zakresie upowszechniania praktyk rolniczych.

## Reorganizacja szkół przysposobienia rolniczego
Ustawą Sejmu z 1961 o rozwoju systemu oświaty i wychowania nadana szkołom przysposobienia rolniczego wyższą rangę, poprzez zrównanie ich statusu ze szkołami zawodowymi. Celem szkoły było zapewnienie młodzieży wiejskiej podstawowej wiedzy agro- i zootechniczną oraz umiejętności posługiwania się nowoczesnymi narzędziami pracy w rolnictwie. Dla osób nie posiadających pełnego wykształceniem podstawowym i będących w wieku powyżej 16 roku życia, istniała możliwość uzupełnienia wykształcenia poprzez zorganizowania specjalnych klas w zakresie szkoły podstawowej.

## Rozwój szkół przysposobienia rolniczego
Szkoły przysposobienia rolniczego jako typ szkół środowiskowych o charakterze masowym, rozwijały się w szybkim tempie. W roku szkolnym 1957/58 zanotowano 52 szkół z liczbą uczniów na poziomie 1087 osób. W 1967/68 r. liczba szkół wzrosła do 205, zaś liczba uczniów do 4233 osób. W omawianym okresie zanotowano 21 641 absolwentów.

## Likwidacja szkół przysposobienia rolniczego
Na podstawie uchwały  Rady Ministrów z  1981 r. w sprawie utraty mocy obowiązującej niektórych uchwał Rady Ministrów i jej organów, ogłoszonych w Monitorze Polskim zlikwidowano szkoły przysposobienia rolniczego.